# Deportivo Jalapa
Deportivo Jalapa – gwatemalski klub piłkarski z siedzibą w mieście Jalapa, stolicy departamentu Jalapa. Funkcjonował w latach 1978–2011. Domowe mecze rozgrywał na obiekcie Estadio Las Flores.

## Osiągnięcia
- mistrzostwo Gwatemali (2): A2007, C2009
- puchar Gwatemali (3): 2002, 2005, 2006
- finał pucharu Gwatemali (1): 2003/2004

## Historia
W latach 50. w Jalapie funkcjonowały zespoły FAS i Juventud Olímpica, które na pewien czas połączyły się, by występować w drugiej lidze gwatemalskiej. W 1978 roku na bazie Juventud Olímpica powstał właśnie Deportivo Jalapa, który został zaproszony do drugiej ligi. W 1981 po pokonaniu zespołu Real Sociedad awansował do gwatemalskiej Liga Nacional, w której występował w latach 1982–1991. Z biegiem czasu frekwencja na meczach domowych jednak spadała, a klubowi coraz trudniej było znaleźć potencjalnych sponsorów. W 1991 Jalapa spadła do drugiej ligi.
Kolejne pobyty Jalapy w Liga Nacional miały miejsce w latach 2001–2002 i 2003–2010. Właśnie w pierwszej dekadzie XXI wieku klub odniósł największe sukcesy w swojej historii – wywalczył dwa mistrzostwa Gwatemali (Apertura 2007, Clausura 2009) oraz trzykrotnie puchar Gwatemali (2002, 2005, 2006). Dwukrotnie wziął udział w międzynarodowych rozgrywkach Ligi Mistrzów CONCACAF, w obydwóch przypadkach odpadając z nich już w rundzie kwalifikacyjnej po wysokich porażkach – najpierw z panamskim San Francisco (1:0, 0:5), a później z meksykańską Pachucą (0:3, 1:7). Klub był również chwalony za bardzo dobrą pracę z młodzieżą.
Niedługo potem Jalapa popadła jednak w poważne problemy organizacyjne i finansowe, będące skutkiem złego zarządzania. Zadłużenie klubu sięgało miliona quetzali gwatemalskich. Zespół zanotował dwa spadki z rzędu: w 2010 roku do drugiej ligi, zaś w 2011 roku do trzeciej. Nie przystąpił do rozgrywek trzecioligowych i zakończył swoją działalność.
Przydomek zespołu, „Tigres de Jumay” („Tygrysy spod Jumay”), nawiązywał do górującego nad miastem wulkanu Jumay.

### Rozgrywki międzynarodowe
| Sezon     | Rozgrywki              | Runda | Klub          | Dom | Wyjazd | Ogólnie |
| --------- | ---------------------- | ----- | ------------- | --- | ------ | ------- |
| 2008/2009 | Liga Mistrzów CONCACAF | QR    | San Francisco | 1–0 | 0–5    | 1–5     |
| 2009/2010 | Liga Mistrzów CONCACAF | QR    | Pachuca       | 0–3 | 1–7    | 1–10    |

## Trenerzy
- Horacio González (1981)[1]
- Benjamín Monterroso (2001)[1]
- Julio González (2006–2007)[4]
- Carlos Jurado (2007–2008)[5]
- Héctor Julián Trujillo (2008–2009)[6]
- Ariel Longo (2009)[6]